# 西尔瓦诺·巴萨尼
西尔瓦诺·巴萨尼（義大利語：Silvano Basagni，1938年8月6日—2017年5月10日），意大利男子射击运动员。他曾代表意大利参加1972年、1976年和1980年夏季奥林匹克运动会射击比赛，其中1972年奥运会获得一枚铜牌。